# Motín de la Acordada
Se conoce con el nombre de Motín de la Acordada a los disturbios iniciados por José María Lobato frente a la cárcel de la Acordada, ubicada frente a la actual Alameda Central, en lo que hoy es la Avenida Juárez, entonces a las orillas de la Ciudad de México iniciados el 30 de noviembre de 1828 en protesta por los resultados electorales de las segundas elecciones presidenciales en México. Los amotinados apoyaban al general Vicente Guerrero, quien había perdido los comicios frente al ministro de Guerra Manuel Gómez Pedraza, y tras desplazarse al Zócalo saquearon los comercios de El Parián y de los alrededores.
La Acordada impidió que el presidente electo Manuel Gómez Pedraza tomar posesión y llevó el general Vicente Guerrero a la presidencia, siendo considerado uno de los primeros golpes de Estado y pronunciamientos exitosos en la historia republicana de México.

## Elecciones
En las elecciones presidenciales de agosto de 1828, se emitieron 36 votos correspondientes a 18 estados. El estado de Durango se abstuvo por encontrarse aún reunida su Legislatura. Los resultados favorecieron a Manuel Gómez Pedraza con once votos; le siguió Vicente Guerrero, quien obtuvo nueve votos, y el resto de los sufragios quedó distribuido entre Anastasio Bustamante, Ignacio Godoy y Melchor Múzquiz.

## Contexto
Luego de la victoria de Gómez Pedraza sobre Vicente Guerrero se polarizó de nueva cuenta el país. En el estado de Veracruz se intentó formar causa ante el Congreso de Veracruz, siendo el general Antonio López de Santa Anna y el ayuntamiento de Xalapa, suspendidos luego de las elecciones de Gómez Pedraza; Santa Anna no simpatizaba con este último y tenía cierta amistad con Vicente Guerrero. Asimismo, el regimiento número 5 de infantería, residente en el mismo punto, publicó una proclama, en la que expresó de manera clara que no reconocería a Gómez Pedraza.
En México se procuraba fomentar esta idea, que Vicente Guerrero no contrarió. Los partidarios de Gómez Pedraza publicaron una proclama con la firma de Guerrero, exhortando a la paz, a la obediencia y a someterse como él mismo a las leyes. La idea era tender una trampa a Guerrero, quien tenía que desmentir o callar, permitiendo que se creyera suya la proclama. 
En un periódico expresó: “La proclama no es mía… pues yo no tengo ningún carácter público para dirigir proclamas al pueblo. Yo amo la paz y las leyes.” Por su parte, el presidente Guadalupe Victoria, decidió reconocer los resultados de la elección, es decir, el triunfo de Gómez Pedraza e invitó a Guerrero a que realizase una proclama en la que expresase sus sentimientos de obediencia a la voluntad de la mayoría, que era la voluntad de la ley. Guerrero se negó a hacerlo.  
Los partidarios cercanos a Vicente Guerrero lo estimulaban a desconocer la elección de Gómez Pedraza. El gobernador del estado de México Lorenzo de Zavala recibía diariamente cartas, en las que se exhortaba en nombre de Guerrero a mantener en su estado el espíritu de partido, e igualmente emisarios representantes de una junta formada en México, cuyo objeto era intimidar con la perspectiva de un horrible porvenir en el caso de que Gómez Pedraza llegara a la presidencia.

## Toma de Perote
El 7 de septiembre circuló en México una publicación titulada: Levantamiento del general Santa Anna o grito de libertad. Este impreso anunciaba ya lo que en un lapso de tres días había de acontecer a 70 leguas de distancia; lo cual indica que los que dirigían los negocios a favor de Guerrero en México, tenían correspondencia con Santa Anna y lo estimulaban a obrar. Sea lo que fuere, Santa Anna se lanzó de nuevo en la carrera de la revolución, y con 800 hombres se dirigió a la fortaleza de Perote, 15 leguas distantes de esa villa, y recibido con salvas de artillería ocupó ese punto.  Desde ese sitio proclamó el Plan de Perote, mediante el cual se desconocía al gobierno electo de Gómez Pedraza y amenazó con no dejar las armas hasta que fuese reconocido Vicente Guerrero como presidente.
La fortaleza de San Carlos de Perote fue construida por los españoles en el punto mismo en que acaba de subirse al plano elevado sobre el nivel del mar hasta dos mil trescientas varas en algunas partes. Los españoles, que temían siempre movimientos subversivos por parte de los indígenas del país, levantaban por precaución éstos castillos, desde donde intimidaban a los habitantes y en donde sometían a prisioneros y presidiarios. 
Esta fortaleza fue una de las obras más costosas y más notables en este género, y su posesión muy importante para cualquier revolucionario. Fue en esta fortaleza a donde se retiró el general Santa Anna, y desde ella declaró que no reconocía el nombramiento hecho a Manuel Gómez Pedraza para la presidencia de la República, y que sólo dejaría las armas cuando el general Vicente Guerrero lo sustituyera. 
Santa Anna publicó una encendida proclama, documento que se hizo circular en México a los pocos días del pronunciamiento de Perote, que se verificó el 11 de septiembre, y la noticia llegó a la capital el día 14. Tal acontecimiento produjo una gran sorpresa, y el Congreso de la Unión, indignado, declaró por decreto del día 17 de septiembre fuera de la ley a Santa Anna y a quien se uniera a su causa.

## Toma de Acapulco y persecución
En el transcurso de esos preparativos, se tuvo noticia en México de que el general Isidoro Montes de Oca y el coronel Juan N. Álvarez, que se hallaban en el sur, habían ocupado la plaza y el castillo de Acapulco con gente armada en las costas y proclamando el mismo plan de Santa Anna, pidiendo al mismo tiempo se cumpliese la Ley de expulsión de los españoles. Movimientos semejantes se verificaron ya en los partidos de Chalco y Apan, que ponían al gobierno en verdadero peligro, ya que amenazaban los hechos un desenlace violento. 
Por ese entonces, el Ejército no estaba bien organizado. Quizá por eso o por el carácter humanitario de Guadalupe Victoria y que gran parte de los militares no eran adictos a Gómez Pedraza, que no se desplegó con toda su severidad. Los sucesos parecían precipitarse a tiempo que el gobernador del Estado de México, Lorenzo de Zavala, partidario de Guerrero, fue declarado por el Congreso de la Unión con lugar a formación de causa, fue perseguido por el ministro de Guerra, refugiándose en la misma capital, irritado en extremo y sin duda resuelto a abdicar todas sus ideas sobre los medios pacíficos y legales que, según escribió en sus libros, había puesto y quería seguir para que se reconociese como legítima y constitucional la elección de Manuel Gómez Pedraza, a pesar de no ser de sus simpatías.

## Motín de la Acordada
Zavala refiere que penetró en la Ciudad de México favorecido por algunos amigos en la noche del 29 de octubre y que todo el tiempo que permaneció en ella estuvo en contacto con multitud de personas enemigas del gobierno, sin que éste hubiese descubierto a sus guardias. Zavala logró permanecer oculto hasta el 30 de noviembre en que Santiago García, coronel del Batallón de las Tres Villas y Manuel de Flon, Conde de la Cadena, coronel de un cuerpo de cívicos, al que se unió otro de artillería, marcharon sin dificultad a ocupar el edificio llamado de La Acordada, donde existía gran cantidad depositada de municiones, armas y artillería, suficientes para oponer una vigorosa resistencia.
El gobierno se encontraba descuidado, pues no tenía bajo custodia tantos pertrechos de guerra en ese local que fácilmente pudieron ocupar los sediciosos, siendo entonces cosa sencilla reprimirlos, porque apenas se verificaba el movimiento el conde de la Cadena entró en pugna con el coronel García, y es bien sabido que nada rebaja tanto a la fuerza armada como la discordia si se apodera de los jefes. 
Manuel Gómez Pedraza, en su manifiesto publicado en Nueva Orleans, refiriéndose al hecho de que se trata, dice:

“En aquel momento era preciso obrar con la velocidad del rayo. Tal vez si hubieran marchado doscientos hombres al punto de reunión de los sediciosos, la revolución hubiera tomado otro sesgo; pero no se hizo así: la sorpresa ocupó los ánimos; de todas partes se pedían informes, y no se tomaba ninguna providencia. El palacio se llenó de toda clase de gentes; el gobierno, débil y sin prestigio, no era ya ni un simulacro de poder. Así fue que después de dos horas no se había dictado la más leve disposición. Los sediciosos, entre tanto, iban derecho a su fin, con tanta mayor facilidad, cuanto que no se les oponía el menor obstáculo. A las diez de la noche previene al coronel Ignacio Inclán que mandase a ocupar la Acordada por un capitán de su confianza y cuarenta hombres de su batallón. Se hizo así; pero el coronel García, jefe de día, bajo tal investidura, sorprendió sin dificultad aquel destacamento y se apoderó de un edificio fuerte, depósito de cañones y de un parque inmenso.”

Aturdido el gobierno, ya no tuvo serenidad ni energía para obrar con la entereza que el caso exigía. Entretanto, el brigadier José María Lobato se presentó en la Acordada y propuso a los disidentes tomar el mando en calidad de jefe de mayor graduación; pero el coronel Santiago García se opuso con una resistencia decidida recordando que Lobato, en su pronunciamiento de 1824 en la Rebelión del Plan de Hernández, en la que depuso las armas, abandonando a los mismos con quien se había comprometido. 
Este incidente, aumentó la discordia que dio como consecuencia la falta de medidas y orden necesarias para resistir con éxito un ataque del gobierno, en el caso de que este pudiera allegar elementos suficientes para tomar la iniciativa en las hostilidades. Las cosas habrían marchado de mal en peor, si Lorenzo de Zavala, que dijo haber sido llamado por los rebeldes no se hubiese presentado en la Acordada a mediodía del 1 de diciembre, hora en que el Conde de la Cadena se había retirado y presentado al gobierno; éste, que no parecía conocer el número ni los peligros que le rodeaban y creyendo ser todavía tiempos de apagar una sedición con discursos, encomendó a José María Tornel y a Ramón Rayón el trabajo de disuadir a los facciosos en su intento y obligarlos a deponer las armas. Como era de esperar, éstos contestaron con una negativa, y comprendiendo la falsa posición del gobierno, se prepararon a resistir teniendo la seguridad de un buen éxito. 
Sin embargo, Zavala, ya a la cabeza del movimiento, comenzó a imprimirle una acertada dirección, comenzando a dispersar las disidencias existentes entre los jefes del movimiento, pues lo consideraban un hombre extraordinario, atribuyéndole un gran respeto. Zavala escribió en sus memorias que fue invitado por los disidentes a servir de Jefe principal del movimiento, situación muy probablemente convenida con anterioridad si se atiende a las pláticas que sostenía de una posible revolución con Vicente Guerrero, quien le había prevenido “nada hacer sin avisarle para obrar de concierto”.
El general Vicente Guerrero se encontraba en Santa Fe, punto cercano a la ciudad, el 1 de diciembre, en cuya fecha el diputado Anastasio Zerecero comunicó a Zavala que él y Guerrero estarían en la capital el mismo día. Inclusive, los rebeldes intimaron la rendición del gobierno y exigir la expulsión general de españoles en el tajante término de 24 horas; el gobierno, lejos de contestar, se dispuso a atacar por distintos puntos a los sediciosos, que a su vez se apercibieron a la defensa. 
Zavala, ya como jefe de los pronunciados, ordenó que el general Lobato se encargara de sostener la Ciudadela; que García mandara unas guerrillas y penetrara hacia el centro de la ciudad quedando el mismo Zavala al mando de la Acordada, del Hospicio de Pobres y los puntos inmediatos. Así dispuestas las cosas, las tropas del gobierno, al mediodía del 2 de diciembre, rompieron sus fuegos contra los disidentes, y el gobierno daba seguridad a las Cámaras de que los facciosos quedarían desechos dentro de pocas horas.
Por tres días las tropas del gobierno lograron defender el palacio donde el Congreso de la Unión estaba reunido, y también sostuvieron varios conventos y edificios en que se hicieron fuertes, siendo víctimas en la contienda el coronel Santiago García, que inició el movimiento revolucionario, y el general de brigada Gaspar López, coronel de caballería, que permaneció fiel al gobierno; sucumbieron además algunos oficiales bien ameritados. 
Una vez dado el primer impulso a la rebelión, el general Guerrero se retiró al pueblo de Tláhuac, no se sabe con que objeto, y Gómez Pedraza, disfrazado, abandonó precipitadamente la capital en la noche del 3 de diciembre, y huyó hasta Guadalajara.
El Congreso, en trasgresión al orden constitucional, declaró presidente a Vicente Guerrero, y vicepresidente a Anastasio Bustamante. El decreto se dio a conocer el 12 de enero de 1829.